# Jim Widner
James „Jim“ Widner (* 28. Juni 1946 in Lebanon, Missouri; † 3. Oktober 2021) war ein US-amerikanischer Jazzmusiker (Kontrabass), der sich vor allem als Musikpädagoge im Bundesstaat Missouri hervortat.

## Leben und Wirken
Widner studierte an der University of Missouri, den Master erwarb er an der Memphis State University. Sein Postgraduierten-Studium absolvierte er an der University of North Texas. Als junger Student nahm er 1963 an einem Stan Kenton Jazz Camp teil, wo auf Vermittlung seines Highschool-Lehrers Bassist John Worster sein Mentor wurde. Als Nachfolger von John Worster wurde er Mitglied im Stan Kenton Orchester, 1968 arbeitete er bei Woody Herman und dann im Glenn Miller Orchestra unter Leitung von Buddy DeFranco.  Im Laufe seiner Karriere spielte er weiterhin mit Musikern wie Clark Terry, Randy Brecker, Mulgrew Miller, Louie Bellson, Bill Watrous und Marilyn Maye. Zehn Jahre wirkte er als Dozent in den Kenton Jazz Camps; nach Kentons Tod wurden daraus die von ihm geleiteten Widner Jazz Camps. An der University of Missouri, an der er die Jazzstudiengänge koordinierte, leitete er mehr als 30 Jahre lang die Jim Widner Big Band, mit der er u. a. auf dem Montreux Jazz Festival gastierte und mehrere Alben vorlegte, zuletzt The Beat Goes On (2013). Im Bereich des Jazz war er laut Tom Lord zwischen 1995 und 2008 an sieben Aufnahmesessions beteiligt, als Bassist auch mit der Mike Vax Big Band.
Zuletzt war Widner Professor und Direktor des Studiengangs Jazz an der University of Missouri–St. Louis, wo er das UMSL Jazz Ensemble leitete. Weiterhin war er Gründungsmitglied des Jazz Education Network und Mitglied von dessen Board of Directors. 1999 benannten Studenten der University of Missouri-Columbia den Musikflügel des Fine Arts Residential College zu seinen Ehren in „Widner House“ um. 2006 wurde ihm von The Statesmen of Jazz der Titel „Statesman“ verliehen. 2008 war ihm die Titelstory in der März-Ausgabe des JazzEd Magazine gewidmet, und 2009 erhielt er den Achievement Award des Down Beat für seine Arbeit in der Jazzausbildung. Im November 2011 wurde Jim Widner in die Wall of Honor seiner Heimatstadt Lebanon, Missouri aufgenommen. 2013 wurde er mit dem Faculty Excellence Award des College of Fine Arts and Communication von St. Louis ausgezeichnet.
Widner ist am 3. Oktober 2021 an einem Herzinfarkt verstorben.

## Diskographische Hinweise
- Yesterday and Today (1995)
- Body and Soul (1997), u. a. mit Conrad Herwig, Kim Richmond, Ray Kennedy
- „Live“ – The Jim Widner Big Band Rides Again (1999), u. a. mit Douglas Purviance, Dave Pietro
- Fling High (2002)
- Out of This World (2007)